# Inji-myeon
Inji-myeon (koreanska: 인지면) är en socken i Sydkorea.  Den ligger i kommunen Seosan och provinsen Södra Chungcheong, i den västra delen av landet, 100 km sydväst om huvudstaden Seoul.